# Bonne-Nouvelle
Il quartiere di Bonne-Nouvelle è l'ottavo quartiere amministrativo di Parigi e si trova nel II arrondissement.

## Localizzazione

I quartieri amministrativi del II arrondissement.

Il quartiere di Bonne-Nouvelle si trova su una bassa collina, chiamata nel XIII secolo Mons Superbus e nel XV Mont-Orgueil (da cui il nome della rue Montorgueil), nel XVII Butte-aux-Gravois e nel XIX Butte de Bonne-Nouvelle (dal nome della sua chiesa di Notre-Dame-de-Bonne-Nouvelle).
La butte Bonne-Nouvelle è una collina d'immondizia, cioè essa proviene da un antico cumulo di sporcizie casalinghe che i parigini avevano l'abitudine di ammucchiare.
Questa collina si trova al limite nord del II arrondissement: a sud del boulevard de Bonne-Nouvelle, la cima è attraversata dalla rue Beauregard (nome dovuto al panorama storico del luogo prima della costruzione di edifici elevati in altezza), da dove si può ridiscendere dalla rue des Degrés.
La superficie del quartiere è di 28,2 ettari.

## Storia
La collina artificiale si è formata con l'ammasso d'immondizie dal X secolo fino alla fine del XVI; le rare vie vicine (la collina si trovava al di fuori di Parigi fino al XVII secolo, s'impregnavano di odori. 
Gli scavi effettuati nel 1824 (ricostruzione della chiesa) hanno mostrato le stratificazioni su un'altezza di circa sedici metri ricoprente il suolo naturale.
Le antiche vie provenienti dai porti di pesca (le attuali rue Montorgueil, rue des Petits-Carreaux e rue Poissonnière), evitano la collina ad ovest e la rue Saint-Denis a est.
Nel XVII secolo vi furono erette alcune case che formarono il piccolo borgo Ville-Neuve-les-Gravois (o Villeneuve-les-Gravois), che comprendeva il feudo della Butte, ma questa collina si trovava proprio a nord della cinta medievale (rue d'Aboukir), vicinissima alla Porta di Saint Denis. Tutte le costruzioni furono rase al suolo nel novembre 1562 (all'inizio delle guerre di religione francesi), quando l'esercito protestante agli ordini del Condé e del Coligny, minacciò Parigi.

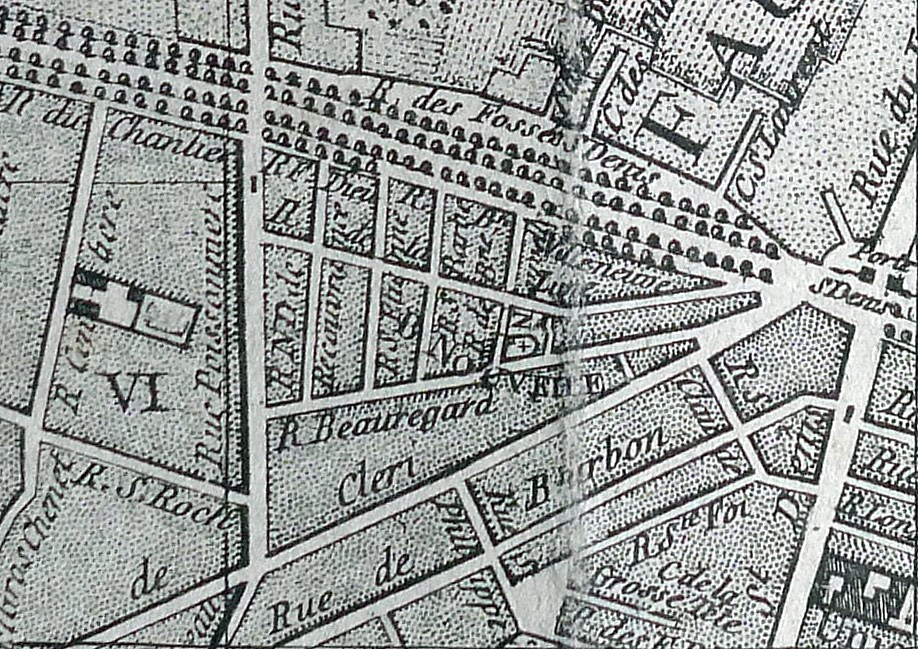
Il quartiere di Bonne-Nouvelle nel 1760 (Pianta di Vaugondy).

Nel 1566 nuove fortificazioni furono predisposte davanti alla collina, con un ampio bastione sul lato nord (il boulevard de Bonne-Nouvelle si trova nell'area dei fossati). Ma ciò non impedì che al momento dell'assedio di Parigi da parte di Enrico IV nel 1591, la Lega rasasse al suolo i mulini, le case e la chiesa (costruita nel 1563) che si trovavano sulla collina.
Nel 1624, Anna d'Austria posò la prima pietra d'una nuova chiesa. Nel 1680-1685 il bastione fu raso al suolo, i fossati colmati per lasciar posto al Nouveau-Cours (del quale il boulevard de Bonne-Nouvelle non è che un troncone).
Nel 1709, circa 15000 operai furono impiegati per l'abbassamento parziale della collina, principalmente con lo scopo di fornire lavoro dopo un inverno molto duro che portò la carestia. Nel 1823-1830 la chiesa fu ricostruita poiché vetusta.

## Demografia
Popolazione storica del quartiere :
| Anno (censimento nazionale) | Popolazione | Densità (ab. per km²) | Crescita dopo l'ultimo censimento |
| --------------------------- | ----------- | --------------------- | --------------------------------- |
| 1860                        | 39 316      | 139 418               |                                   |
| 1954                        | 21 379      | 75 812                | -45,6 %                           |
| 1962                        | 20 151      | 71 457                | -5,7 %                            |
| 1968                        | 17 551      | 62 238                | -12,9 %                           |
| 1975                        | 12 510      | 44 362                | -28,7 %                           |
| 1982                        | 10 276      | 36 440                | -17,9 %                           |
| 1990                        | 9 864       | 34 979                | -4,0 %                            |
| 1999                        | 9 595       | 34 025                | -2,7 %                            |

## Accesso ai mezzi pubblici
Le stazioni del métro più vicine sono:
- Bonne-Nouvelle (Linee 8, 9)
- Strasbourg - Saint-Denis (linee 4, 8 e 9)
- Sentier (Linea 3).